# Kerkelijk Centrum Emmaüs
Kerkelijk Centrum Emmaüs is tot stand gekomen nadat de Raad van Kerken te Ede in 1989 besloot om een samenwerking tot stand te brengen tussen de deelnemende kerken. Het centrum werd gebouwd in de op dat moment nieuwe wijk Rietkampen.

## Gebouw
Het gebouw dateert uit 1996 en de architect is de in 1928 geboren Arnoldus A. Bos uit Baarn. Het gebouw moest "gemeenschap en ontmoeting, vieren en delen, geborgenheid en uitdaging" tot uitdrukking brengen. Het torenloze gebouw heeft de primaire kleuren rood, geel en blauw. Het dak is geïnspireerd op de Notre Dame du Haut van Le Corbusier in Ronchamp en heeft door de eigen interpretatie van de architect een postmodernistisch trekje gekregen. Er is gebruik gemaakt van "Rosewood" (ecologisch hardhout) dat afkomstig is van de Salomonseilanden in de Grote Oceaan.

### Meubilair
Hans van der Linden (van 1996 tot 2014 predikant in Kerkelijk Centrum Emmaüs) is de ontwerper van de vier onderdelen van het liturgisch meubilair. De meubels zijn gemaakt van staal en hout en symboliseren de hardheid van de samenleving en de zachtmoedigheid van het evangelie. Er zijn een vleugel en een elektronisch Johannusorgel aanwezig.

## Deelnemende kerken
De deelnemende kerken zijn:
- De Protestantse Gemeente Ede (ontstaan door een fusie van de Gereformeerde Kerk Ede met de Hervormde Taborgemeente Ede (op Lijst van kerken in Ede staat: Taborkerk)
- De Zalige Titus Brandsma Parochie (per 1 januari 2013 ontstaan uit de samenvoeging van de geloofsgemeenschappen Sint-Antonius van Paduakerk (Ede) en Goede Herderkerk (Ede))
- De Evangelisch-Lutherse kerk (Ede)
- De Vrijzinnige Gemeente Ede (zie: Vrijzinnige Geloofsgemeenschap NPB)

### Kleopasgemeente
Ook de Kleopasgemeente maakt sinds 2003 gebruik van dit kerkelijk centrum. Dit is de voorheen Nederlands Hervormde gemeente in de Rietkampen (sinds 2004 PKN). Deze gemeente staat los van het samenwerkingsverband en heeft eigen kerkdiensten. Eerder hield deze gemeente kerkdiensten in de noodkerk "De Voorkamp" en later, omdat de Voorkamp te klein werd, in schoolgebouw "De Brugge". Het noodgebouw is later verplaatst naar de wijk Kernhem, waar het tegenwoordig, als gebouw "Elim", wordt gebruikt door de Gereformeerde Kerken.